# Ascetocythere stockeri
Ascetocythere stockeri är en kräftdjursart som beskrevs av Hobbs och Peters 1989. Ascetocythere stockeri ingår i släktet Ascetocythere och familjen Entocytheridae. Inga underarter finns listade i Catalogue of Life.